# Claus-Peter Grotz

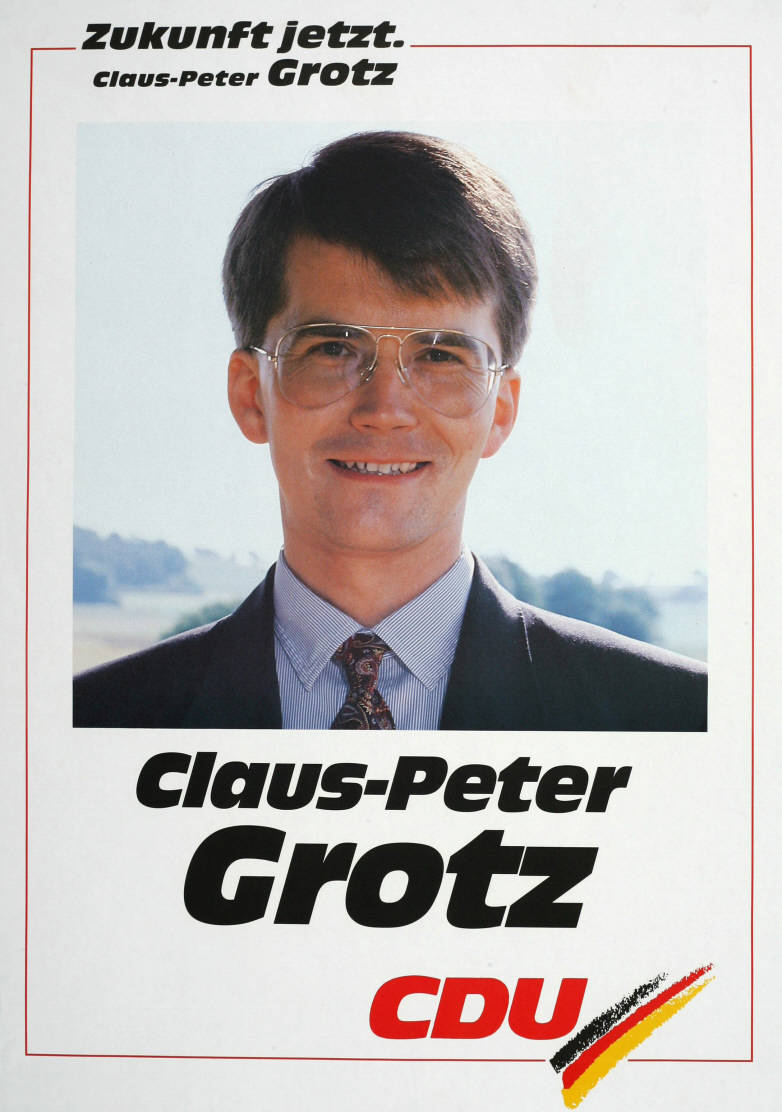
Kandidatenplakat Claus-Peter Grotz' zur Bundestagswahl 1990

Claus-Peter Grotz (* 22. April 1957 in Balingen) ist ein deutscher Politiker (CDU) und Professor an der Hochschule für Polizei Baden-Württemberg.

## Studium und Beruf
Nachdem er 1977 sein Abitur in Hechingen absolviert hatte, studierte Grotz Politikwissenschaft, Zeitgeschichte und Soziologie in Tübingen und erreichte dort das Magisterexamen. Von 1986 bis 1988 war er als wissenschaftlicher Angestellter am Institut für Politikwissenschaft der Universität Tübingen tätig. 
1988 wurde er Referent im Innenministerium Baden-Württemberg. Seit 1999 lehrt er an der Hochschule für Polizei Baden-Württemberg als Angehöriger der sozialwissenschaftlichen Fakultät (Fachgruppe Politikwissenschaft / Politische Bildung / Methodik des wissenschaftlichen Arbeitens).

## Partei
1972 wurde Grotz Mitglied der Jungen Union, 1974 ging er zur CDU über. Zu seinen politischen Funktionen gehörte unter anderem 
- der Ortsvorsitz der Jungen Union in Hechingen von 1973 bis 1979,
- die Mitgliedschaft im Bezirksvorstand der Jungen Union Württemberg-Hohenzollern von 1977 bis 1989 sowie des Landesvorstandes der Jungen Union Baden-Württemberg von 1981 bis 1985 und
- ab 1993 der Vorsitz der CDU im Zollernalbkreis.

## Abgeordneter
Von 1990 bis 1998 war Grotz Mitglied des Deutschen Bundestages. Er wurde beide Male direkt im Bundestagswahlkreis Tübingen gewählt. Dort war er Mitglied der Unterausschüsse „Auswärtige Kulturpolitik“ und „Abrüstung und Rüstungskontrolle“, außerdem Sprecher der CDU/CSU-Fraktion für Auswärtige Kulturpolitik und stellvertretender Vorsitzender des Gesprächskreises Kunst und Kultur der CDU/CSU-Fraktion. 

## Ehrenämter
1995 wurde Grotz ehrenamtliches Mitglied des Kuratoriums der Bundeszentrale für Politische Bildung, 1997 wurde er ehrenamtliches, ordentliches Mitglied des Instituts für Auslandsbeziehungen und ebenfalls ehrenamtliches Mitglied des Präsidiums des Instituts für Auslandsbeziehungen. 